# Whataboutism
Whataboutism («Якщодоїзм», від англ. what about — як щодо), також whataboutery — термін, який позначає риторичну тактику, спрямовану на дискредитацію позиції опонента твердженням, що той сам не діє відповідно до цієї позиції, при цьому первісні аргументи опонента не спростовуються і їх хибність не доводиться. Тактика використовується для того, щоб зірвати обговорення одного питання, змусивши замість нього обговорювати інше.
Термін був придуманий західними коментаторами під час Холодної війни для позначення радянської пропагандистської техніки. Британський журналіст Едвард Лукас, пишучи для журналу The Economist у 2007 році, зазначив, що він спостерігав таку тактику під час студентських дебатів у Лондонській школі економіки на початку 1980-их. Він пригадав це як «спроби кремлівських корисних ідіотів … поставити у відповідність кожному радянському злочинові дійсний або уявний західний. Це називалося „whataboutism“» (англ. «approach by the Kremlin's useful idiots […] to match every Soviet crime with a real or imagined western one. It was called „whataboutism“»).
У 2008 Лукас писав, що «під час Холодної війни радянські пропагандисти були навчені тактиці, яку їхні західні співрозмовники назвали „whataboutism“» (англ. «"Soviet propagandists during the Cold War were trained in a tactic that their western interlocutors nicknamed „whataboutism“.»). За його словами, це була поширена тактика, яка використовувалася Радянським Союзом у відповідь на критику, що походила із Західного світу — загальна відповідь на специфічну критику починалася словами «Як щодо…» (англ. «What about…») за якими називалася подія у Західному світі.
Лукас зазначав, що в кінці Холодної війни використання тактики почало зменшуватися, але вона відродилася у пострадянській Росії відносно звинувачень у порушенні прав людини та іншої критики на адресу російського уряду. Міріам Елдер, автор Ґардіан, зауважила використання цієї тактики Дмитром Пєсковим, прес-секретарем Путіна, і що більшість питань щодо порушення прав людини залишилося без відповіді. Журналістка звинуватила Пєскова у whataboutism-і, оскільки у відповідь той підняв питання труднощів росіян при отриманні візи у Велику Британію. 
Термін отримав нове життя під час окупації Криму Росією у 2014 року та російської збройної агресії в Україні. Радіо Вільна Європа/Радіо Свобода використовувала цей термін щодо Азербайджану, який проводив парламентські слухання у відповідь на американську критику дотримання ним прав людини.